# Trust Me, Trust You.
「Trust Me, Trust You.」（トラスト ミー トラスト ユー）は、Sexy Zoneの22作目のシングル。2022年9月7日にユニバーサルミュージックから発売された。

## 概要
販売形態はDVD付きの初回限定盤A・B、CDのみの通常盤、全3種類となっている。活動休止中のマリウス葉は参加していない。
表題曲「Trust Me, Trust You.」は、メンバーの菊池風磨が出演するテレビ朝日系オシドラサタデー『トモダチゲームR4』の主題歌であり、シンガーソングライター平井大がSexy Zoneのために書き下ろしたクールなR＆Bナンバー。タイトルは略して「トラトラ」とも呼ばれる。平井が友情や裏切りがテーマでもあるドラマの脚本を読んだうえで感じた、「どの様な時代であっても希望を持っていたい」というメッセージを込めた楽曲となっている。ジャケット写真もドラマとリンクするように「二面性」がテーマとされており、通常盤のデザインは、心の内が読み取れない無表情のメンバーの写真と、それぞれ思い思いの表情を浮かべるメンバーの写真が上下反転したもの。初回限定盤A・Bのスリーブケースはメンバーの写真を隠す構造で、スリーブケースを付けた時と外した時で異なる絵柄が浮かび上がる仕組みになっている。なお、9月7日には平井が自身のTikTokライブでこの曲を弾き語りし、話題になった。振付はNOSUKEが担当しており、菊池は「いろいろな謎の多い振り付けで考えれば考えるほどわからなくなる、考察が楽しめる振りです」と述べている。
カップリングの「Sleepless」はメンバーの佐藤勝利が主演を務めるテレビ東京系ドラマプレミア23『赤いナースコール』のオープニングテーマ。ひずんだギターリフのループや怪しげなベースラインが聞こえる不穏な夜を想起させる楽曲になっており、ドラマのプロデューサーである北川俊樹は、ドラマ『赤いナースコール』をたった一言で表現したタイトルで、歌詞も佐藤演じる主人公・春野翔太朗とオーバーラップすると述べている。
同じくカップリングの「惑星」はグループが初めてNHK「みんなのうた」に参加することになり書き下ろされた楽曲。「人と人との気持ちのよい距離感」や、「離れていても心がつながっている」というメッセージを惑星になぞらえて描いた、老若男女誰でも口ずさみやすい明るいメロディーの楽曲である。

## 特典・仕様
3形態共通封入特典
- シリアルコード入りプレイリストカード
『SZ10THアプリ』内ミュージックプレイヤー機能で楽曲が聴ける。

3形態同時予約購入特典
- ｢選べる豪華映像｣ 視聴用シリアルコード
｢Trust Me, Trust You.｣ コースか「Sleepless｣コースを選び、視聴できる。
  - ｢Trust Me, Trust You.｣ コース
    1. ｢Trust Me, Trust You.｣ Multi Angle Lyric Video
    2. ｢Trust Me, Trust You.｣ ライブ映像 from ザ・アリーナ@〔静岡〕エコパアリーナ
    3. ｢どんな困難もその足で乗り越えていけ!! Sexy Zone新曲解説ゲーム 〜TMTY編〜｣

  - 「Sleepless｣ コース
    1. ｢Sleepless｣ Lyric Music Video
    2. ｢Sleepless｣ ライブ映像 from ザ・アリーナ@〔静岡〕エコパアリーナ
    3. ｢どんな困難もその足で乗り越えていけ!! Sexy Zone新曲解説ゲーム 〜Sleepless編〜｣

- A4サイズ オリジナルクリアファイル 2枚セット

仕様
- 初回盤A/B - スリーブケース仕様
- 通常盤 - 初回プレス仕様 ピクチャーレーベル

## 収録曲

### CD
※「See you again」以降、通常盤のみ収録。
1. Trust Me, Trust You. [3:20]
作詞：平井大・EIGO、作曲：平井大、編曲：平井大・西陽仁
  - 菊池風磨出演 テレビ朝日系オシドラサタデー『トモダチゲームR4』主題歌
2. Sleepless [2:57]
作詞：EMI K.Lynn、作曲：Benjamin Ronn Nielsen・Kasper Falkenberg・Nicky Furdal、編曲：Ben Legit・Kasper Falkenberg・Nicky Furdal
  - 佐藤勝利主演 テレビ東京系ドラマプレミア23『赤いナースコール』オープニングテーマ
3. 惑星 [3:47]
作詞：金井政人・MiNE、作曲：川口進・MiNE・Atsushi Shimada、編曲：Atsushi Shimada・川口進
  - NHK『みんなのうた』2022年8 - 9月放送
4. See you again [4:26]
作詞：JUN、作曲：Mark Alvin Thompson・John King、編曲：John King
全編英語詞[18]。ブックレットには日本語訳が記載されている[20]。
5. Trust Me, Trust You. -Inst-
6. Sleepless -Inst-
7. 惑星 -Inst-
8. See you again -Inst-

### DVD

#### 初回限定盤A
約61分収録。
1. 「Trust Me, Trust You.｣ Music Video
2. Making of 「Trust Me, Trust You.」

#### 初回限定盤B
約46分収録。
- 特別企画 ｢究極推理ゲーム これ書いたのはアナタです！｣

## チャート成績
初週21.3万枚を売り上げ、68,316枚で2位のKep1er『〈FLY-UP〉』(9月7日発売）、40,931枚で3位の乃木坂46『好きというのはロックだぜ!』（8月31日発売）に大差をつけ、9月19日付のオリコン週間シングルランキングで初登場1位を獲得。デビューからのシングル連続1位獲得作品数は22作、デビューからのシングル1位獲得連続年数も12年に更新した。